# Ardisia elliptica
Ardisia elliptica är en viveväxtart som beskrevs av Carl Peter Thunberg. Ardisia elliptica ingår i släktet Ardisia och familjen viveväxter. Inga underarter finns listade i Catalogue of Life.

## Bildgalleri

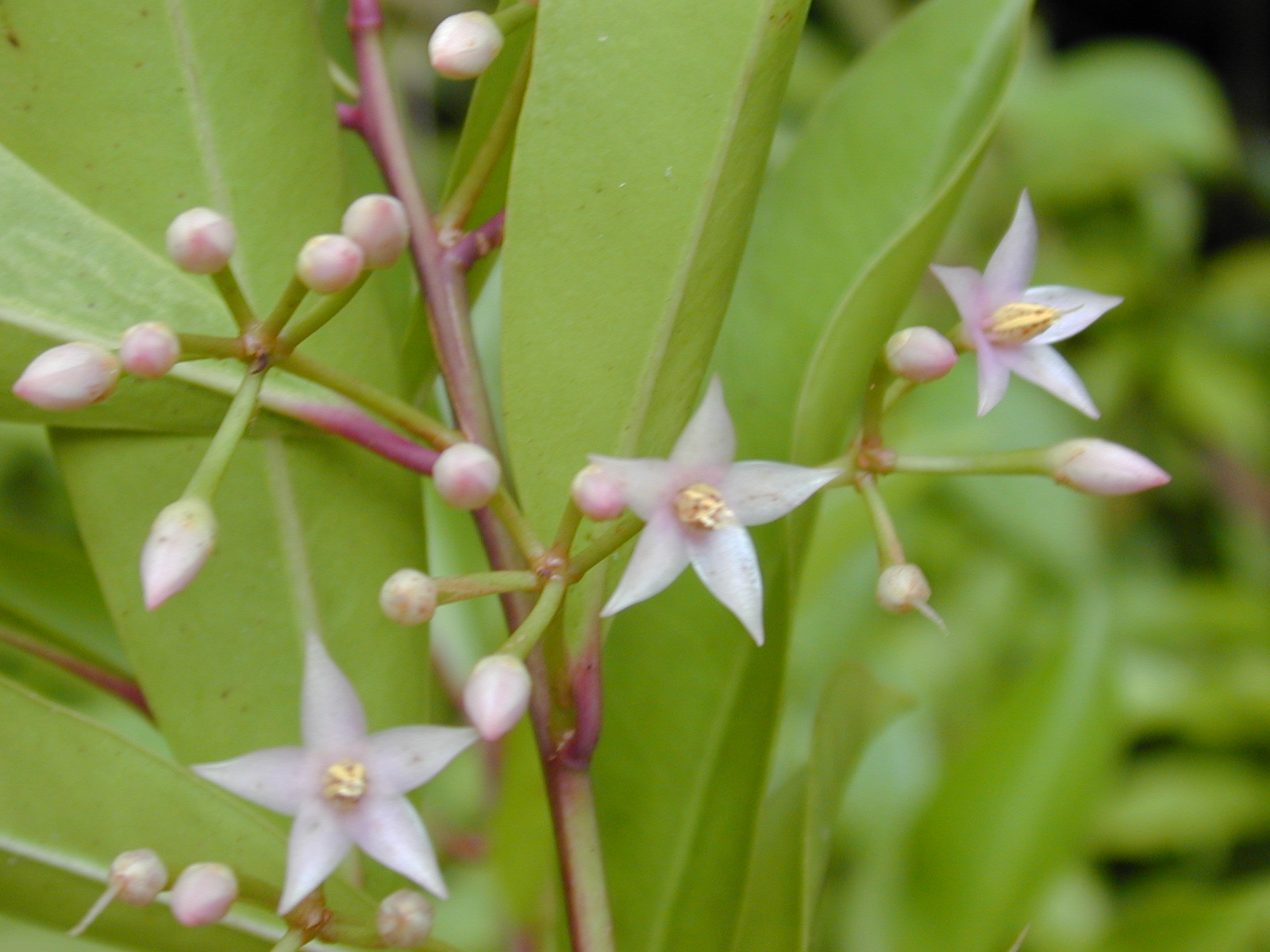
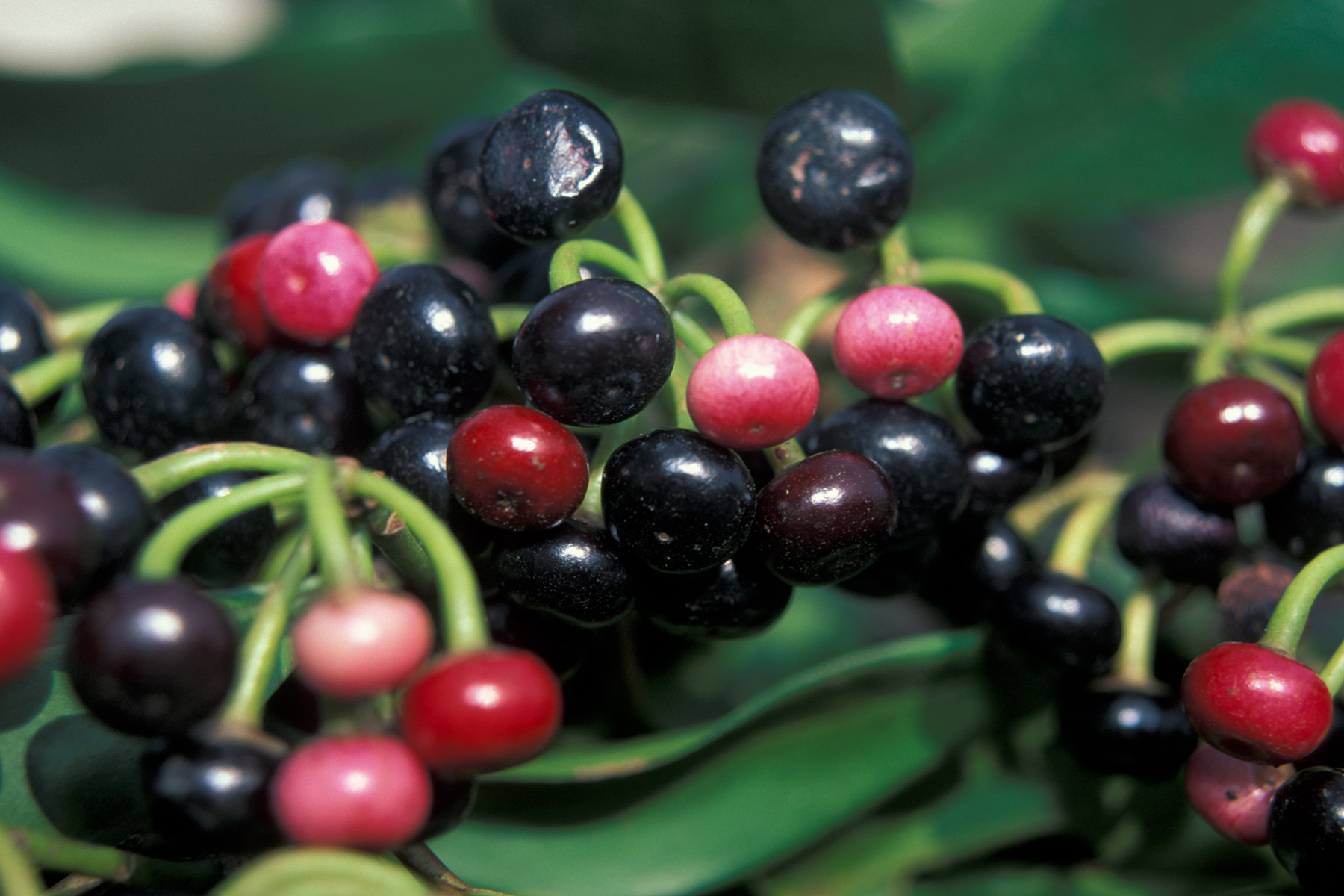
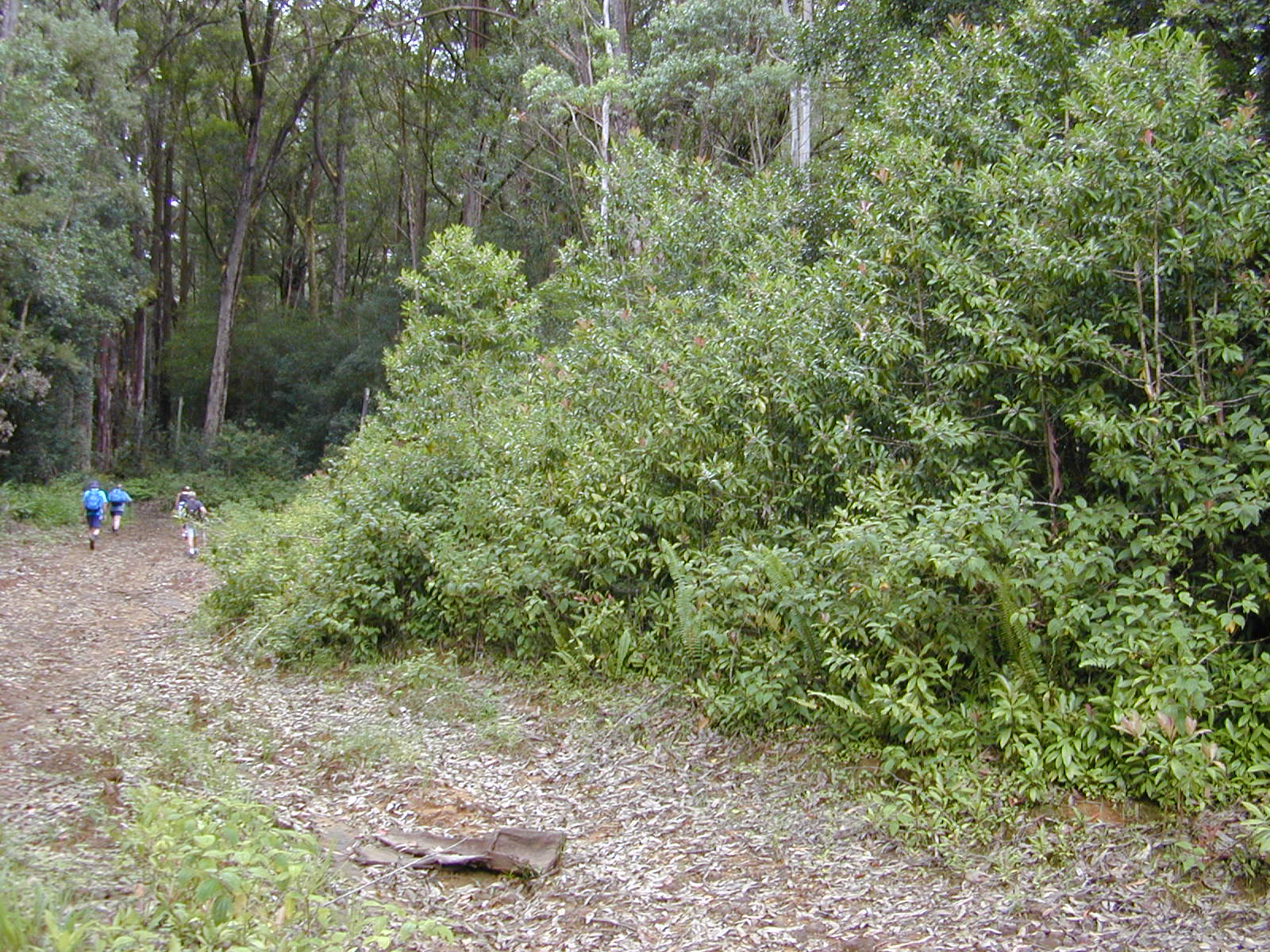
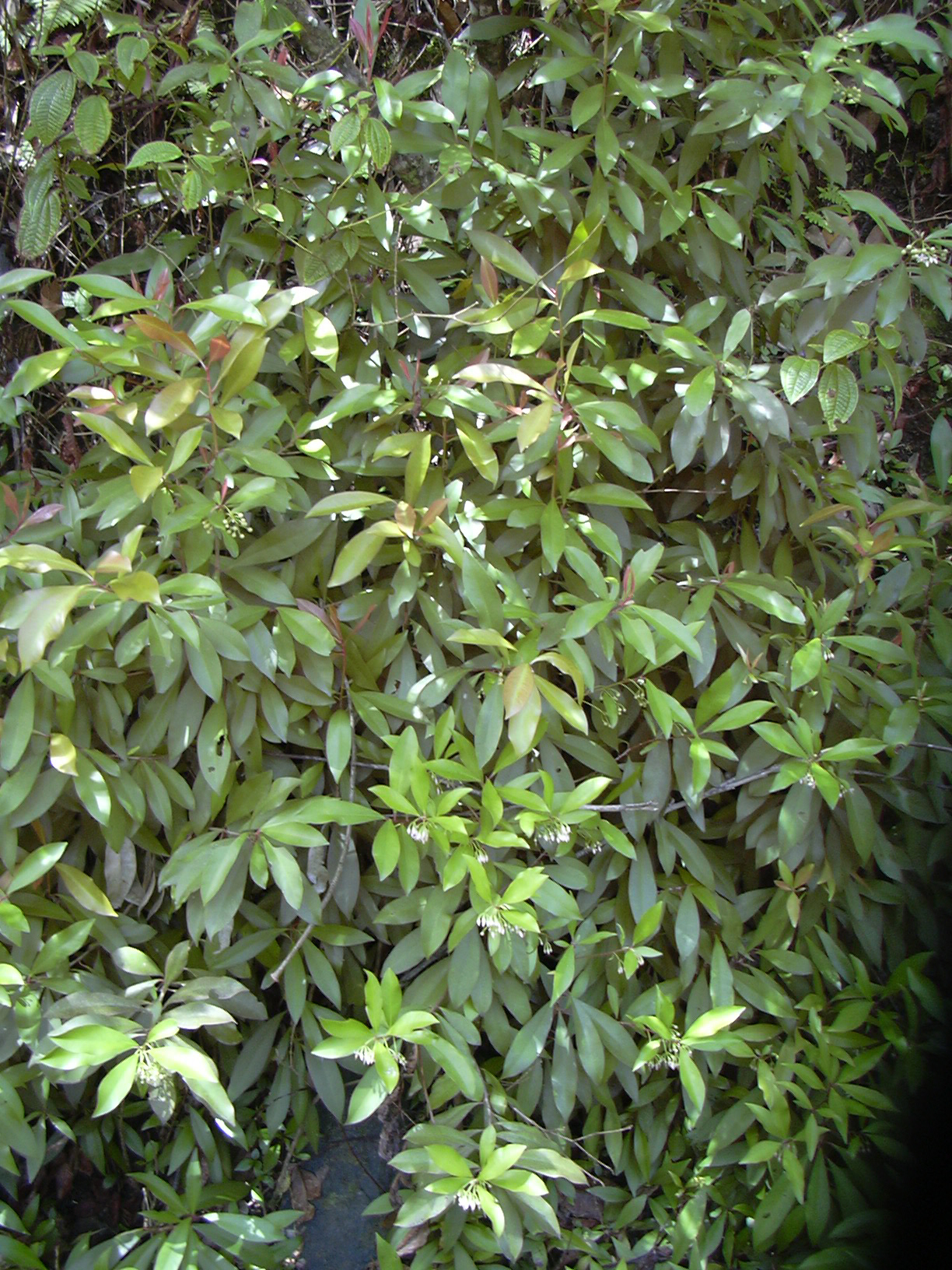
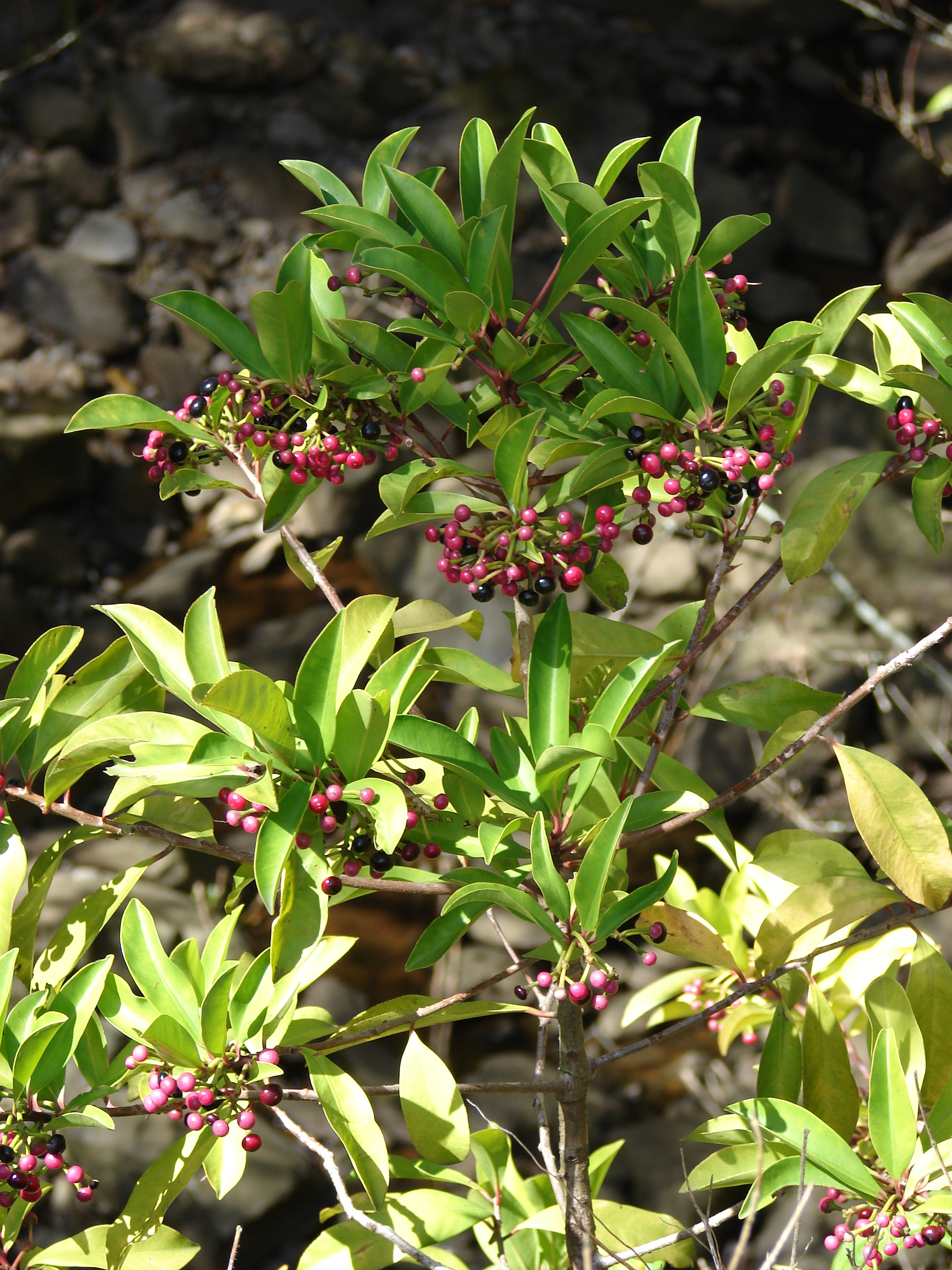
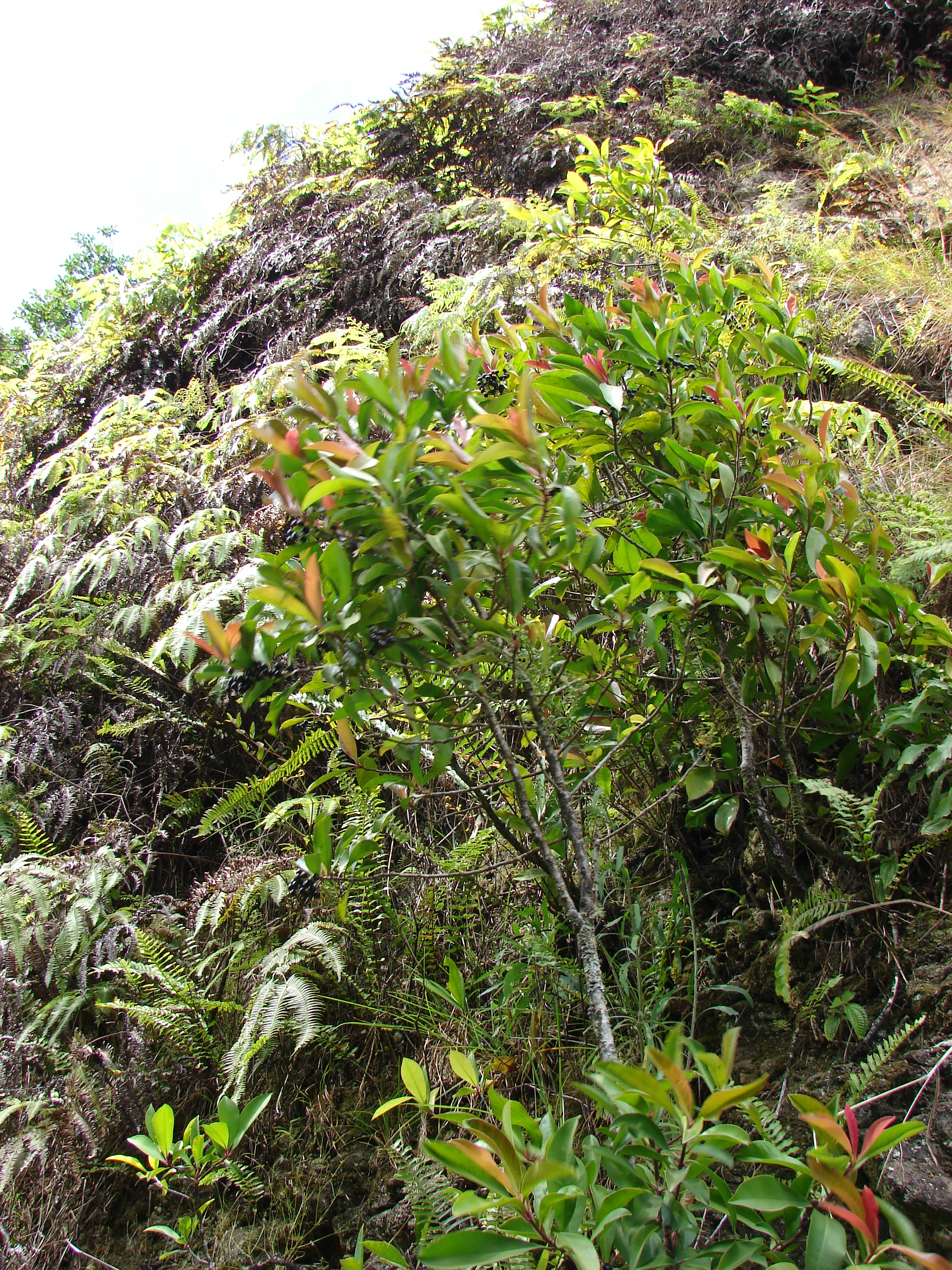